# Município de Bucks (condado de Tuscarawas, Ohio)
Localização do Ohio nos E.U.A.
O município de Bucks (em inglês: Bucks Township) é um local localizado no condado de Tuscarawas no estado estadounidense de Ohio. No ano 2010 tinha uma população de 1776 habitantes e uma densidade populacional de 30,31 pessoas por km².

## Geografia
O município de Bucks encontra-se localizado nas coordenadas 40° 23′ 54″ N, 81° 40′ 25″ O. Segundo a Departamento do Censo dos Estados Unidos, o município tem uma superfície total de 58.6 km², da qual 58,58 km² correspondem a terra firme e (0,02 %) 0,01 km² é água.

## Demografia
Segundo o censo de 2010, tinha 1776 pessoas residindo no município de Bucks. A densidade de população era de 30,31 hab./km².